# Wipf Holding
Die Wipf Holding AG mit Sitz in Brugg ist eine in der Verpackungs- und Papierindustrie international tätige Schweizer Unternehmensgruppe. Sie beschäftigt rund 600 Mitarbeiter und erwirtschaftete im Geschäftsjahr 2007 einen Umsatz von 203 Millionen Schweizer Franken.

## Tätigkeitsgebiet
Die Wipf-Gruppe stellt in ihren beiden Produktbereichen flexible Verpackungen sowie Briefumschläge und Papierschreibwaren her und bietet zudem Direktwerbe-Lösungen.
Auf dem Gebiet der flexiblen Verpackungen entwickelt, produziert und vertreibt Wipf hochdichte Verpackungsfolien wie Verbundfolien, Coexfolien, Papier/Folienverbunde, Vakuum- und Schutzgasverpackungen, Pasteurisations- und sterilisationsfeste Verbundfolien, Ventilverpackungstechnologie für Kaffee und andere gaserzeugende Füllgüter sowie vorgefertigte Beutel aus Verbundfolien und Papier/Folienverbunden. Diese werden hauptsächlich in der Nahrungsmittel- und Pharmaindustrie, aber auch im Non-Food Bereich wie Bau-, Agro- oder Haushaltchemie eingesetzt.
Der zweite Geschäftsbereich, der die Tochtergesellschaft Elco AG bzw. die Marke Elco umfasst, ist auf die Herstellung von Briefumschlägen, Papieren und Karten, Schreib- und Notizblöcken und Hefte sowie Mappen spezialisiert. Darüber hinaus bietet das Unternehmen Lösungen und Dienstleistungen im Bereich der Direktwerbung.

## Geschichte
Das Unternehmen entstand 1914, als Heinrich Wipf von Carl Lüdin die 1882 gegründete Firma für maschinelle Papiersackfabrikationen in Zürich übernahm. Mit der Gründung der Seetal Papier AG stieg Wipf 1952 in die Briefumschlagherstellung ein. 1962 folgte der Einstieg in den Tiefdruck und in die Folienkaschierung sowie die Herstellung der ersten Vakuumverpackungen für Kaffee. 1966 wurden die Geschäftsbereiche unter dem Dach der neu gegründeten Wipf Holding AG gebündelt.
1970 zog die Unternehmensgruppe von Zürich in das neue Werk nach Volketswil um, wo die Wipf AG noch heute residiert. Gleichzeitig erfolgte der Einstieg in die Folienextrusion. 1977 stieg die Seetal Papier AG in die Direktwerbung ein. 1991 erwarb die Wipf-Gruppe die österreichische Paka Verpackungen GmbH, die später in Wipf Austria GmbH umbenannt wurde. 1994 erwarb die Seetal Papier AG die Schaller Frewi AG, woraus die Seetal Schaller AG entstand. 2001 trennte sich die Unternehmensgruppe von ihrem Geschäftsbereich Photo Packaging. 2006 übernahm die Seetal Schaller AG die Elco Papier AG, woraus die Seetal Elco AG entstand. Per Anfang 2010 wird das Werk in Österreich (Wipf Austria GmbH) geschlossen und die Aufträge in das Stammwerk in Volketswil rückverlagert. Ab 1. Januar 2011 ist aus Seetal Elco AG die Elco AG mit Sitz in Brugg geworden.